# غوستافو غيرون
غوستافو غيرون (بالإسبانية: Gustavo Giron Marulanda؛ بالإنجليزية: Gustavo Giron Marulanda) هو لاعب كرة قدم كولومبي وأسترالي في مركز الهجوم، ولد في 12 يونيو 1986 في كولومبيا. لعب مع نادي آريما كرونوس.

## وصلات خارجية
- غوستافو غيرون على موقع قاعدة بيانات كرة القدم.إي يو (الإنجليزية)
- غوستافو غيرون على موقع Soccerway.com (الإنجليزية)